# Abraham Gottlob Werner
Abraham Gottlob Werner (25 de septiembre de 1749-30 de junio de 1817) fue un científico alemán.
Nació en Wehrau, una ciudad en la Silesia prusiana, en la actual Alemania. Werner se educó en Freiberg y en Leipzig, donde estudió leyes, minería y mineralogía y fue entonces nombrado inspector y profesor de la pequeña pero influyente Academia de Minería de Freiberg en 1775. Durante su carrera, la fama de Werner se difundió por toda Europa, atrayendo a estudiantes que más tarde se convertirían en sus colaboradores; entre ellos se encontraban Robert Jameson que llegaría a ser un afamado profesor en Edimburgo y el español-mexicano Andrés Manuel del Río, descubridor del vanadio.
Es el padre de la teoría del neptunismo.

## Obra
- Kurze Klassifikation und Beschreibung der verschiedenen Gebirgsarten, Dresde 1787 (en línea, pdf 16,7 MB)

- Bekanntmachung einer von ihm am Scheibenberger Huegel über die Entstehung des Basaltes gemachten Entdeckung, Freiberg 1788 (en línea)

- Von den verschiedenen Graden der Festigkeit des Gesteins, als dem Hauptgrunde der Hauptverschiedenheiten der Häuerarbeiten, Freiberg 1725

- Versuch einer Erklärung der Entstehung der Vulkanen durch die Entzündung mächtiger Steinkohlenschichten, als ein Beytrag zu der Naturgeschichte des Basaltes, Zürich 1789 (en línea)

- Neue Theorie von der Entstehung der Gänge mit Anwendung auf den Bergbau besonders den freibergischen, Freiberg 1791 (en línea, pdf 12,8 MB)

- Ausführliches und systematisches Verzeichnis des Mineralien-Kabinets des weiland kurfürstlich sächsischen Berghauptmans Herrn Karl Eugen Pabst von Ohain, der Leipziger und St. Petersburger ökonomischen Gesellschaft Mitgliede, und der königlich sardinischen Gesellschaft der Wissenschaften zu Tur, Freiberg/Annaberg 1791 (en línea (enlace roto disponible en Internet Archive; véase el historial, la primera versión y la última).)

- Oryktognosie oder Handbuch für die Liebhaber der Mineralogie, Leipzig 1792 (en línea)